# 908台灣國運動

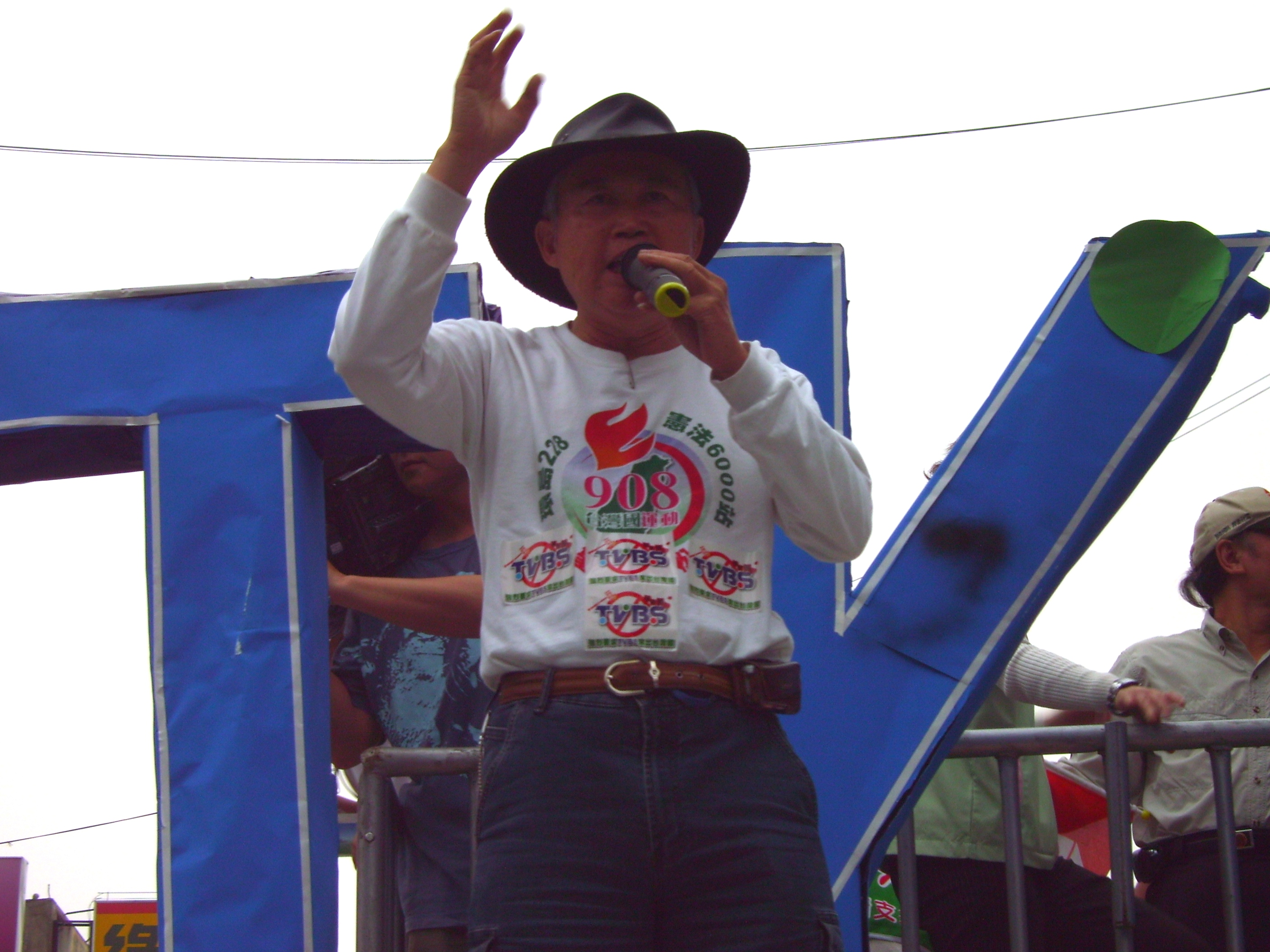
王獻極是908台灣國運動的發起人。

908台灣國運動（英語：The 908 Taiwan Republic Campaign）是指一個追求台灣“正名制憲”的運動，召集人為王獻極（1940年－），口號是「生態台灣，海洋國家，日不落國」。該運動延續2001年成立的“511台灣正名運動聯盟”以落實台灣成為一個民主、自由、和平、公義、主權獨立的“台灣共和國（Republic of Taiwan）”為宗旨，實施“台灣共和國憲法”。在2005年5月29日舉行“台灣國運動成立大會”，並從8月起展開了“國土巡禮”系列活動，還曾在被獨派人士視為「外來政權」最高權力當局的中華民國總統府舉行升旗典禮，導致金門縣升起金門縣旗以反制。而在2006年1月1日陳水扁總統發表新春談話後，該運動發起人曾於同年1月3日起連續兩天在《台灣日報》第五版刊登“台灣國憲法研討範本”。王獻極是民主進步黨終身黨員，也是台灣國辦公室創辦人。

## 理論根據
908台灣國運動認為：1951年9月8日的《舊金山和約》，日本宣佈放棄台灣主權。由於日本「並未」闡明將台灣主權交由中華民國或中華人民共和國政府，因此台灣自此日起「即已獨立」，「那一刻起，台灣的主權即已歸屬全體台灣人民所有，台灣就已經是一個主權獨立的國家，台灣國人必須瞭解、認清台灣獨立的事實」，而“中華民國蔣氏流亡政府”對台灣的管理只是“非法霸佔”。

## 運動旗幟

908台灣國運動旗幟（模擬版本）

908台灣國運動旗之設計意涵：上藍下綠，中間部份是白底加上紅色大太陽，因為台灣曾被日本統治過，緊接著是中國國民黨執政，而後是民主進步黨執政，這面旗幟是要讓臺灣人看清楚自己的歷史。

## 主要活動
- 2005年5月29日：王獻極成立908台灣國運動，擔任總會長。
- 2005年8月20日：於「台灣國極北點」彭佳嶼，立下台灣國界標。
- 2005年9月8日：在總統府前舉辦升旗典禮，升起運動旗。
- 2005年12月31日：於「台灣國極東點」三貂角舉辦跨年迎曦夜，並定下台灣國界標。
- 2006年3月前往「台灣國極南點」鵝鑾鼻南端的七星岩進行“國土巡禮”，未來該運動將有可能前往王獻極所稱的“台灣國極西點”澎湖群島的西嶼。
- 2006年4月30日：成立台北分部。
- 2006年5月5日：前往美國在台協會抗議美國不協助總統陳水扁過境行程，認為這是因陳水扁未先告知美國即終止國家統一綱領而遭美國報復，批評美國此舉「打擊台灣人民的國際尊嚴」[4]。
- 2006年6月24日：發起「包圍中國黨，清算馬英九」活動。
- 2006年7月6日：在台北市台大校友會館舉辦「替馬英九把脈」記者會。
- 2006年7月8日：在中國國民黨中央委員會大樓前舉辦「會師中國黨，誓師討黨產」誓師大會。
- 2006年7月14日：在台北市台大校友會館舉辦「政治道德標準只有一個——籲請學界人士以同樣標準檢驗馬英九」記者會。
- 2006年9月8日：於凱達格蘭大道舉行「萬人升旗閱兵典禮」。
- 2007年9月8日：於台北市政府旁松智路舉辦「正名制憲新國家、全民推進聯合國」十萬人升國旗、唱國歌活動。同時也發動「呼籲美國支持台灣加入聯合國公投」遊行。
- 2008年5月：王獻極辭總會長。
- 2008年5月25日：全國幹部會議決議，依民主程序採取集體領導，推選11位委員組成決策委員會為最高決策機構。
- 2008年6月9日：總部遷往台中縣豐原市圓環西路194號，理由是節省經費。
- 2009年9月8日：王獻極於凱達格蘭大道舉行記者會，遭台灣建國聯盟副主席李政憲與蔡慶松當場指控「募款都募到自己口袋裡」。事後，王獻極說「事後，我去查，這兩個人，有一個我根本不認識，另一個自己從不曾捐款」。
- 2012年4月：王獻極回任總會長，同時宣佈凍結其於2008年8月成立的台灣國辦公室的運作。
- 2013年4月29日：總會長王獻極與公投護台灣聯盟總召集人蔡丁貴、台灣國臨時政府總召集人沈建德、台灣客社社長張葉森、台灣北社秘書長李川信等20多位台獨人士赴日本交流協會台北事務所遞交給日本首相安倍晉三的信函，宣稱：日本根據《舊金山和約》重獲獨立，台灣迄今仍被中華民國占領，曾經是台灣殖民母國的日本有責任與義務幫助台灣爭取主權地位[5][6]。
- 2013年5月11日，發起「511新國名運動大會」，王獻極擔任發起人，宣稱中華民國已經不存在，舉辦撕毀中華民國國民身分證影本及製作「台灣國身分證」儀式，主張以「台灣共和國」為國號、制定「台灣共和國憲法」。柯文哲與袁紅冰及陳峻涵另含數十位社團代表共同擔任511新國名運動大會現場貴賓。但在2014年3月11日，柯文哲在中天新聞台接受陳文茜專訪，柯文哲說「台灣的藍綠必須reset，要給台灣社會一個重開機的機會」，陳文茜以此事質疑柯文哲「你現在是要reset你自己嗎」；柯文哲回應，人是不斷學習改進的，「你現在叫我再去撕、再參加這個，我就不會了」[7]。
- 2013年9月9日：在中華民國總統府前丟鞋抗議馬英九獨裁，隨後糾眾到特偵組丟鞋、另一方面拆中華民國外交部招牌。
- 2013年10月18日：帶領陳峻涵前往特別偵查組拆招牌、改掛特別烏龍組招牌[8]。
- 2013年11月：王獻極辭總會長，同時宣佈恢復台灣國辦公室運作。
- 2013年11月10日：加入一邊一國連線、凱達格蘭基金會與陳水扁辦公室於台北市二二八和平紀念公園音樂台共同主辦的「守護台灣公義之夜：黑牢五年·釋放阿扁」晚會，正式加入鼓吹「阿扁無罪」的行列。

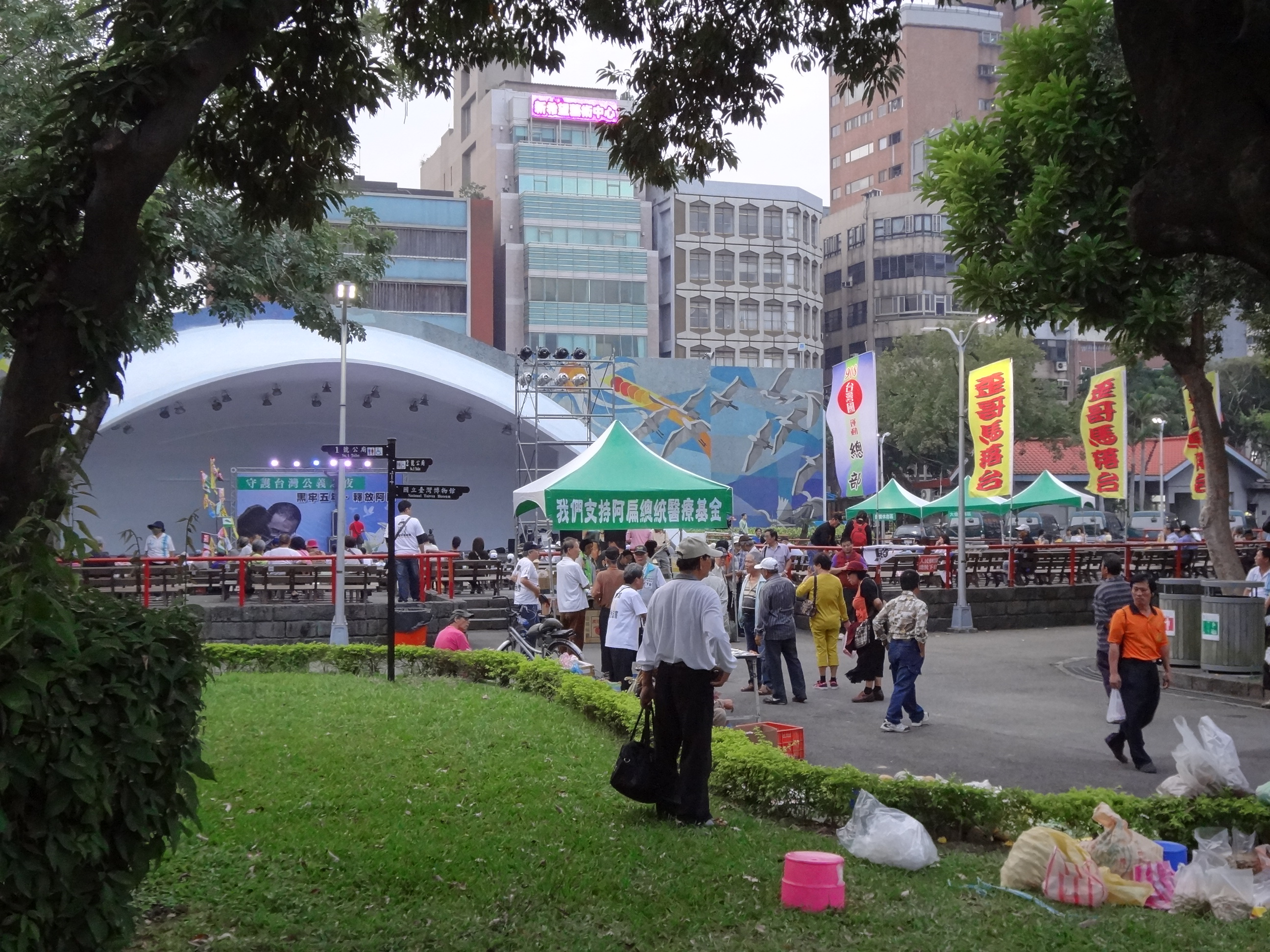
908台灣國運動加入「守護台灣公義之夜：黑牢五年·釋放阿扁」晚會

- 2013年12月31日：在中興寓所前舉辦「核廢料滾進『苟』官邸 馬英九滾出總統府」[9]，批評「馬英九實在不適任總統」，並宣稱陳水扁家庭密帳案是「陳水扁前總統的冤獄案」[10]。
- 2014年5月11日：王獻極卸任總會長，前民主進步黨台北市黨部主任委員黃慶林接任總會長。
- 2014年6月：發布在本年7月20日晚間於台北市中山區一郎餐廳舉辦餐會，與台灣國辦公室於同日晚間在晶宴會館台北館舉辦的「決勝七合一」感恩餐會撞期；
- 2014年6月23日聲明：「908台灣國運動與台灣國辦公室均係王獻極所成立的建國草根運動組織，如今發生此亂象，造成獨派社團困擾，恥笑於社會，王獻極謹公開向社會深致道歉。」。
- 2014年7月30日：與台灣獨立建國聯盟、公投護台灣聯盟、台灣基督長老教會、獨立台灣會、台灣民族同盟、台灣國辦公室、台灣北社、台灣東社及臺左維新共同成立台灣獨立建國選舉連線[11]。
- 2015年2月27日：發動中正紀念堂銅像汙損事件。
- 2018年10月，伊森·葛特曼的事件之後，並極度支持葛特曼，並嗆柯文哲幫助共產黨活摘器官，並藉此要求柯文哲下臺，並罵道:「變來變去，就是在騙來騙去」。
- 2019年10月25日，台灣光復節當天台灣國辦公室主任陳峻涵到中正紀念堂趁衛兵交接時用塑膠袋裝的紅墨水朝蔣中正銅像丟擲，整個銅像被染紅，隨後陳被現場管理人員壓制在地，交由警方帶回派出所，警詢後依涉文化資產保護法、毀損罪嫌移送北檢偵辦，檢方裁定3萬元交保[12]。

## 批評
- 2003年10月，淡江大學教授許慶雄批評：「我們的報紙上每天都是中華民國╳年╳月╳日，我們的軍隊叫做中華民國國軍，我們每年要向中華民國財政部納稅，中華民國怎麼會不存在？」「中華民國目前並不是一個國家；就算我們說是台灣，也不是一個國家。依照國際法與世界各國的看法，目前這個中華民國體制就是一個還沒有結束與中國內戰情況的『叛亂組織』；就如1910年代中國境內割據四方的軍閥，他們不是一樣有軍隊、有納稅、有國旗、甚至還有基本法？……台灣人如果不願意面對這個現實，不想要說真話、聽真話、真正認識自己的處境、然後絕處逢生，台灣想要獨立在世界上，根本是不可能的事情。」[13]
- 2006年10月，許慶雄批評：「台灣近來出現許多奇怪的獨立建國理論，不論是908建國、正名制憲建國、甚至有人說台灣屬於美國一部分等等，這些種種理論，都只是希望能夠『輕鬆快樂、偷偷摸摸來建國』，是一種『撿便宜』的心態，不是個應該有的行為。」[14]